# Annemie Neyts-Uyttebroeck
Anne-Marie Cécile J. Neyts-Uyttebroeck, nota come Annemie Neyts-Uyttebroeck (Ixelles, 17 giugno 1944), è una politica belga, eurodeputata per i Liberali e Democratici Fiamminghi.
Nel giugno 2009 è stata eletta per la quarta volta al Parlamento europeo, dove fa parte del gruppo dell'ALDE e siede nel Comitato per gli Affari Esteri.
La Neyts è stata presidente dell'Internazionale Liberale (dal settembre 1999 fino al 2005) e, in seguito, presidente del Partito dell'Alleanza dei Liberali e dei Democratici per l'Europa (dal settembre 2005 alla fine di novembre 2011).